# Alzheimer’s & Dementia
Alzheimer’s & Dementia: Journal of the Alzheimer’s Association, abgekürzt Alzheimers Dement., ist eine wissenschaftliche Fachzeitschrift, die vom Wiley-Verlag (bis 2019 Elsevier-Verlag) im Auftrag der Alzheimer’s Association veröffentlicht wird. Die Zeitschrift erscheint derzeit (Stand: 2024) zwölf Mal im Jahr und ist seit 2024 open access. Es werden Arbeiten veröffentlicht, die sich mit den verschiedenen Aspekten der Vorbeugung, Entstehung und Behandlung von der Alzheimer-Krankheit und Demenz beschäftigen.
Der Impact Factor lag im Jahr 2014 bei 12,407. Nach der Statistik des ISI Web of Knowledge wird das Journal mit diesem Impact Factor in der Kategorie klinische Neurologie an dritter Stelle von 192 Zeitschriften geführt.